# Alectra pubescens
Alectra pubescens är en snyltrotsväxtart som beskrevs av D. Philcox. Alectra pubescens ingår i släktet Alectra och familjen snyltrotsväxter. Inga underarter finns listade i Catalogue of Life.